# Клешіу
Клешіу (порт. Clésio Bauque, нар. 11 жовтня 1994, Мапуту) — мозамбіцький футболіст, нападник фінського клубу «Гонка».
Виступав, зокрема, за клуби «Бенфіка», «Панетолікос» та «Марітіму», а також національну збірну Мозамбіку.
Чемпіон Португалії.

## Клубна кар'єра
Народився 11 жовтня 1994 року в місті Мапуту. Вихованець юнацьких команд футбольних клубів «Ферроваріу ді Мапуту», «Бенфіка».
У дорослому футболі дебютував 2013 року виступами за команду «Бенфіка Б», у якій провів один сезон, після чого у 2014 році грав на правах оренди у складі американських команд «Філадельфія Юніон» та «Пенн».
Своєю грою за останню команду привернув увагу представників тренерського штабу клубу «Бенфіка», до складу якого повернувся 2015 року і зіграв один матч за лісабонський клуб, натомість весь інший час протягом 2015—2016 років захищав кольори клубу «Бенфіка Б».
У 2016 році уклав контракт з клубом «Панетолікос», у складі якого провів наступні два роки своєї кар'єри гравця. Більшість часу, проведеного у складі «Панетолікоса», був основним гравцем атакувальної ланки команди.
Протягом 2018—2021 років захищав кольори клубів «Істанбулспор», «Габала» та «Зіра».
З 2021 року два сезони захищав кольори клубу «Марітіму». 
До складу клубу «Гонка» приєднався 2023 року. Станом на 8 січня 2024 року відіграв за команду з Еспоо 25 матчів в національному чемпіонаті.

## Виступи за збірну
У 2011 році дебютував в офіційних матчах у складі національної збірної Мозамбіку.
| Дата       | Місто        | Господарі   | Результат          | Гості             | Турнір                                   | Голи | Примітки |
| ---------- | ------------ | ----------- | ------------------ | ----------------- | ---------------------------------------- | ---- | -------- |
| 15-11-2011 | Мапуту       | Мозамбік    | 4 – 1              | Коморські Острови | Відбір до ЧС 2014                        | 1    | 74'      |
| 29-2-2012  | Дар-ес-Салам | Танзанія    | 1 – 1              | Мозамбік          | Відбір до Кубка африканських націй 2013  | 1    |          |
| 16-6-2012  | Мапуту       | Мозамбік    | 1 – 1              | Танзанія          | Відбір до Кубка африканських націй 2013  | -    | 80'      |
| 9-9-2012   | Мапуту       | Мозамбік    | 2 – 0              | Марокко           | Відбір до Кубка африканських націй 2013  | -    |          |
| 11-9-2012  | Мбомбела     | ПАР         | 2 – 0              | Мозамбік          | товариський матч                         | -    | 66'      |
| 13-10-2012 | Марракеш     | Марокко     | 4 – 0              | Мозамбік          | Відбір до Кубка африканських націй 2013  | -    |          |
| 24-3-2013  | Мапуту       | Мозамбік    | 0 – 0              | Гвінея            | Відбір до ЧС 2014                        | -    | 30'      |
| 3-8-2014   | Мапуту       | Мозамбік    | 2 – 1              | Танзанія          | Відбір до Кубка африканських націй 2015  | -    | 42'      |
| 6-9-2014   | Ндола        | Замбія      | 0 – 0              | Мозамбік          | Відбір до Кубка африканських націй 2015  | -    | 90'      |
| 10-9-2014  | Мапуту       | Мозамбік    | 1 – 1              | Нігер             | Відбір до Кубка африканських націй 2015  | -    | 81'      |
| 14-6-2015  | Мапуту       | Мозамбік    | 0 – 1              | Руанда            | Відбір до Кубка африканських націй 2015  | -    |          |
| 6-9-2015   | Маврикій     | Маврикій    | 1 – 0              | Мозамбік          | Відбір до Кубка африканських націй 2015  | -    |          |
| 11-11-2015 | Мапуту       | Мозамбік    | 1 – 0              | Габон             | Відбір до ЧС 2018                        | -    |          |
| 14-11-2015 | Лібревіль    | Габон       | 1 – 0 (5 - 3 п.п.) | Мозамбік          | Відбір до ЧС 2018                        | -    |          |
| 24-3-2016  | Аккра        | Гана        | 3 – 1              | Мозамбік          | Відбір до Кубка африканських націй 2017  | -    |          |
| 4-6-2016   | Кігалі       | Руанда      | 2 – 3              | Мозамбік          | Відбір до Кубка африканських націй 2017  | -    | 30'      |
| 15-11-2016 | Мапуту       | Мозамбік    | 1 – 1              | ПАР               | товариський матч                         | 1    |          |
| 10-6-2017  | Ндола        | Замбія      | 0 – 1              | Мозамбік          | Відбір до Кубка африканських націй 2019  | -    | 76'      |
| 13-10-2018 | Мапуту       | Мозамбік    | 1 – 2              | Намібія           | Відбір до Кубка африканських націй 2019  | -    |          |
| 16-10-2018 | Віндгук      | Намібія     | 1 – 0              | Мозамбік          | Відбір до Кубка африканських націй 2019  | -    | 52' 59'  |
| 18-11-2018 | Мапуту       | Мозамбік    | 1 – 0              | Замбія            | Відбір до Кубка африканських націй 2019  | -    | 59' 75'  |
| 4-9-2019   | Маврикій     | Маврикій    | 0 – 1              | Мозамбік          | Відбір до ЧС 2022                        | -    |          |
| 10-9-2019  | Мапуту       | Мозамбік    | 2 – 0              | Маврикій          | Відбір до ЧС 2022                        | 1    | 80'      |
| 14-11-2019 | Мапуту       | Мозамбік    | 2 – 0              | Руанда            | Відбір до Кубка африканських націй 2021  | -    | 89'      |
| 12-11-2020 | Дуала        | Камерун     | 4 – 1              | Мозамбік          | Відбір до Кубка африканських націй 2021  | -    |          |
| 24-3-2021  | Кігалі       | Руанда      | 1 – 0              | Мозамбік          | Відбір до Кубка африканських націй 2021  | -    | 73'      |
| 30-3-2021  | Мапуту       | Мозамбік    | 0 – 1              | Кабо-Верде        | Відбір до Кубка африканських націй 2021  | -    | 70'      |
| 13-11-2021 | Котону       | Кот-д'Івуар | 3 – 0              | Мозамбік          | Відбір до ЧС 2022                        | -    | 72'      |
| 16-11-2021 | Котону       | Мозамбік    | 1 – 0              | Малаві            | Відбір до ЧС 2022                        | -    | 63'      |
| 26-3-2022  | Нуакшот      | Мавританія  | 2 – 1              | Мозамбік          | товариський матч                         | -    |          |
| 2-6-2022   | Йоганнесбург | Мозамбік    | 1 – 1              | Руанда            | Відбір до Кубка африканських націй 2023  | -    |          |
| 8-6-2022   | Котону       | Бенін       | 0 – 1              | Мозамбік          | Відбір до Кубка африканських націй 2023  | -    |          |
| 24-3-2023  | Діамніадіо   | Сенегал     | 5 – 1              | Мозамбік          | Відбір до Кубка африканських націй 2023  | -    | 60'      |
| 28-3-2023  | Мапуту       | Мозамбік    | 0 – 1              | Сенегал           | Відбір до Кубка африканських націй 2023  | -    | 67'      |
| 18-6-2023  | Бутаре       | Руанда      | 0 – 2              | Мозамбік          | Відбір до Кубка африканських націй 2023  | 1    | 54'      |
| 9-9-2023   | Мапуту       | Мозамбік    | 3 – 2              | Бенін             | Відбір до Кубка африканських націй 2023  | 1    | 61'      |
| 16-11-2023 | Мапуту       | Ботсвана    | 2 – 3              | Мозамбік          | Відбір до ЧС 2026                        | -    | 57'      |
| 19-11-2023 | Мапуту       | Мозамбік    | 0 – 2              | Алжир             | Відбір до ЧС 2026                        | -    | 67'      |
| 14-1-2024  | Абіджан      | Єгипет      | 2 – 2              | Мозамбік          | Кубок африканських націй 2023 - 1-й етап | 1    | 46'      |
| Усього     |              | Матчів      | 39                 |                   | Голів                                    | 7    |          |

## Титули і досягнення
- Чемпіон Португалії (1):

«Бенфіка»: 2015-2016